# Buffet de gare
Pour les articles homonymes, voir Buffet.

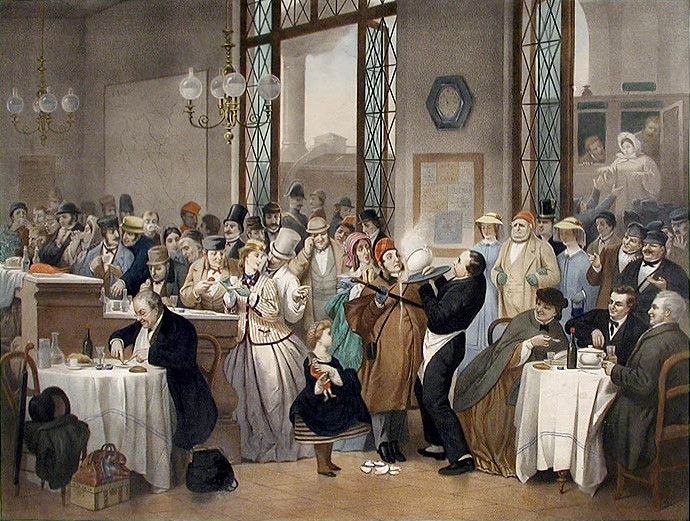
Antoine Gustave Droz Buffet de chemin de fer.

Un buffet de gare (en Suisse plutôt buffet de la gare) est un établissement dans une gare ferroviaire proposant un service de restauration à la place.

## Histoire
Des buffets sont installés dès la première période d’ouverture des lignes de chemins de fer (par exemple en 1843  en gare des Aubrais) et se généralisent au cours de la deuxième moitié du XIXe siècle dans la plupart des gares importantes.
Leurs  tarifs étaient, en général, relativement accessibles (3 F pour le déjeuner, 3,50 F pour le dîner à comparer avec le prix du voyage, de 7,50 F en 3ème classe de Paris à Rouen ou de 48 F de Paris à Toulouse).
Des arrêts buffets étaient prévus sur les longs parcours. Les indicateurs Chaix donnaient la liste des buffets sur chaque ligne. Ces pauses d’une durée de 15 à 25 minutes ne permettaient que des  repas pris dans la précipitation. 
Le journaliste Édouard Siebecker conseillait en 1867 : « N’essayez jamais de faire ce qu’on est convenu d’appeler un bon dîner, dans un buffet ; prenez des choses toutes prêtes et sur le pouce : un potage, une volaille froide, du jambon ; autrement vous courez le risque, non seulement de ne pas finir de dîner, mais encore de le payer fort cher ».
Pour pallier cette difficulté, les Compagnies demandent aux buffetiers de servir aux voyageurs des paniers garnis transportés par chariots sur les quais.
L’accélération de la marche des trains et l’apparition à la fin du XIXe siècle, puis le développement des wagons-restaurants amène la suppression des arrêt-buffets mais ces établissements qui permettent de se restaurer paisiblement en attendant le train, à l'arrivée ou en-dehors de tout voyage restent présents au cours du XXe siècle.

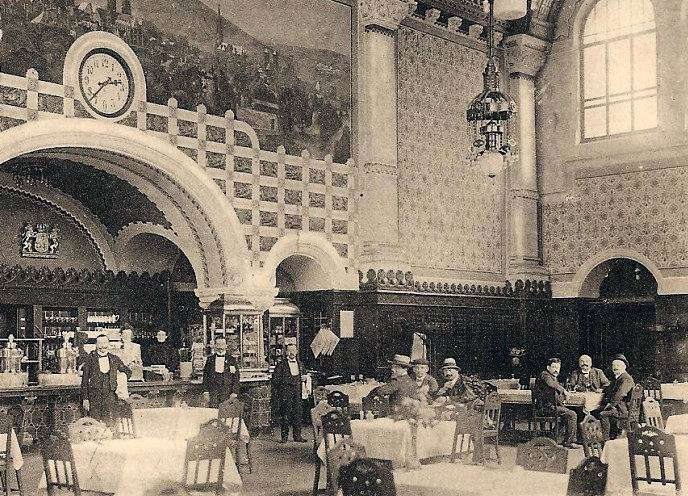
Buffet de la gare Metz.
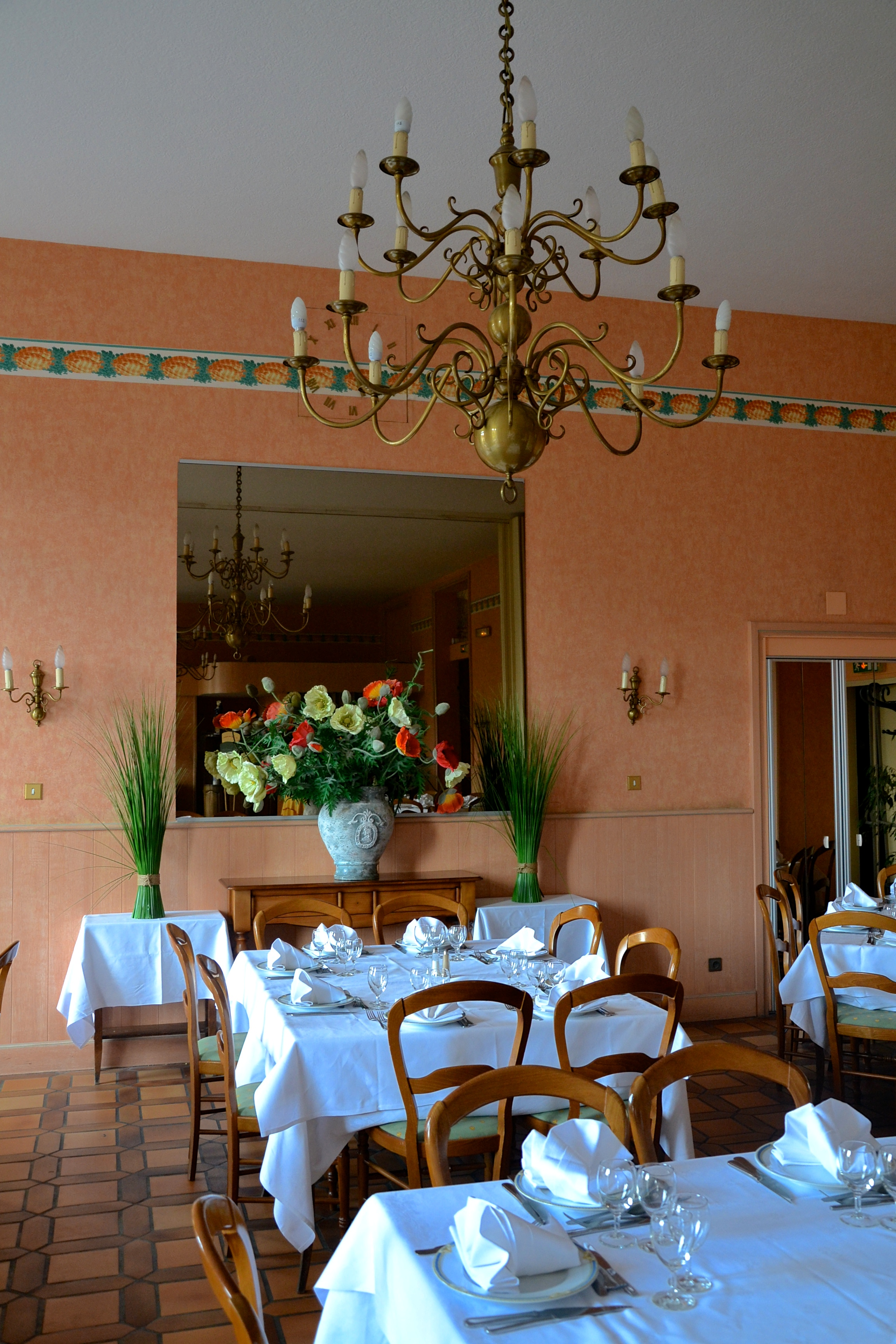
Buffet de la gare de Limoges.
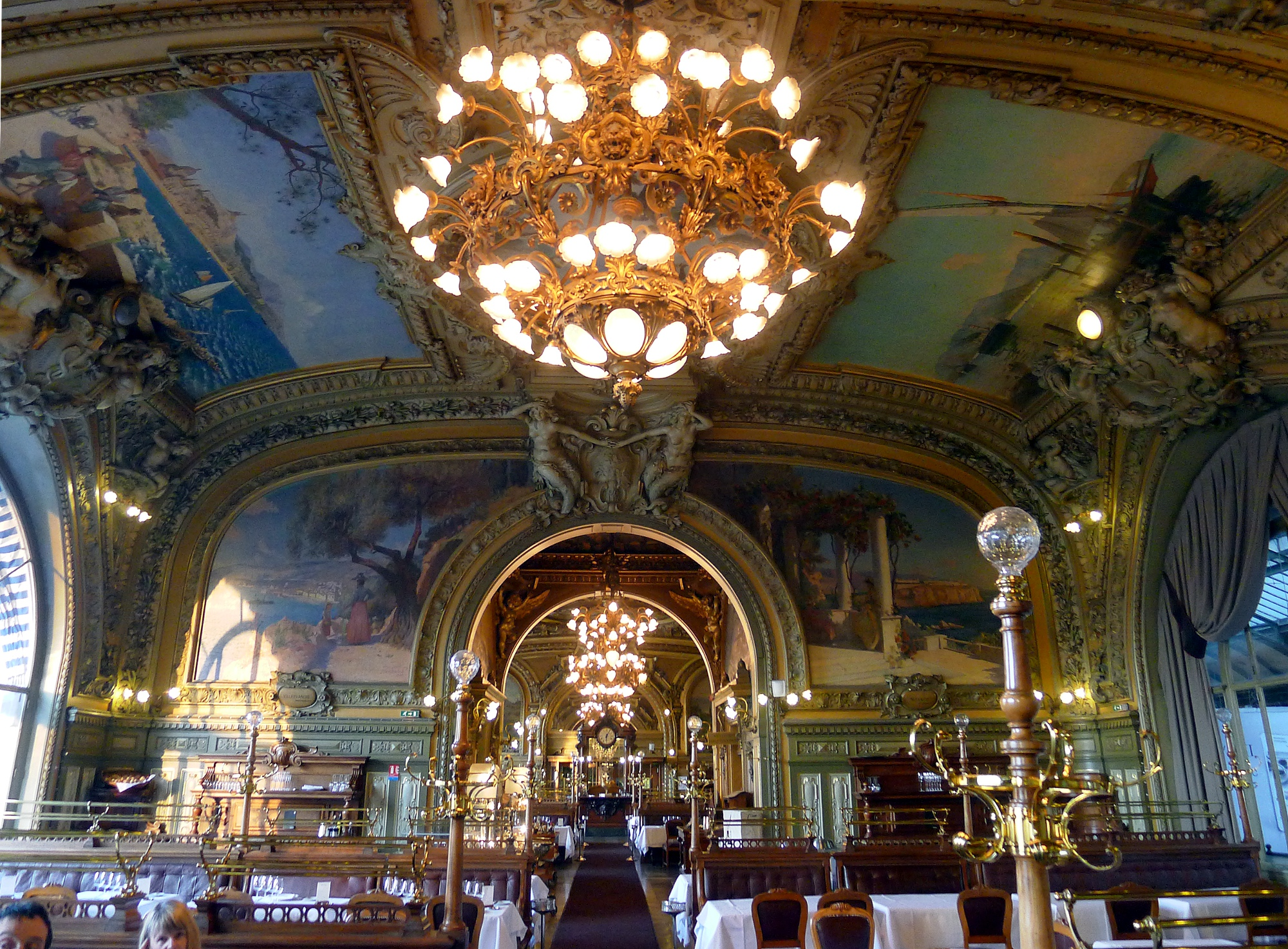
Le Train Bleu, buffet de la gare Paris Lyon.

## Situation actuelle
À la fin de ce siècle et au début du  XXIe siècle, la majorité des buffets disparaissent, remplacés par des points de restauration rapide, ou ne laissent subsister que des distributeurs de friandises et de boissons dans les salles des pas perdus, les salles d’attente ou sur les quais.
Ainsi, le buffet de la gare de Valenciennes qui était un établissement réputé ferme ses portes en 2014, celui de la gare de Limoges en 2018 , rouverte en 2014, celui
de la gare d’Austerlitz, bâtiment haussmannien en pierre de taille de 1867, est détruit en 2012, celui de la gare de Chambéry en 2014, celui de la gare de Metz, au décor magnifique datant de sa construction en 1906-1908, est remplacé par une librairie.

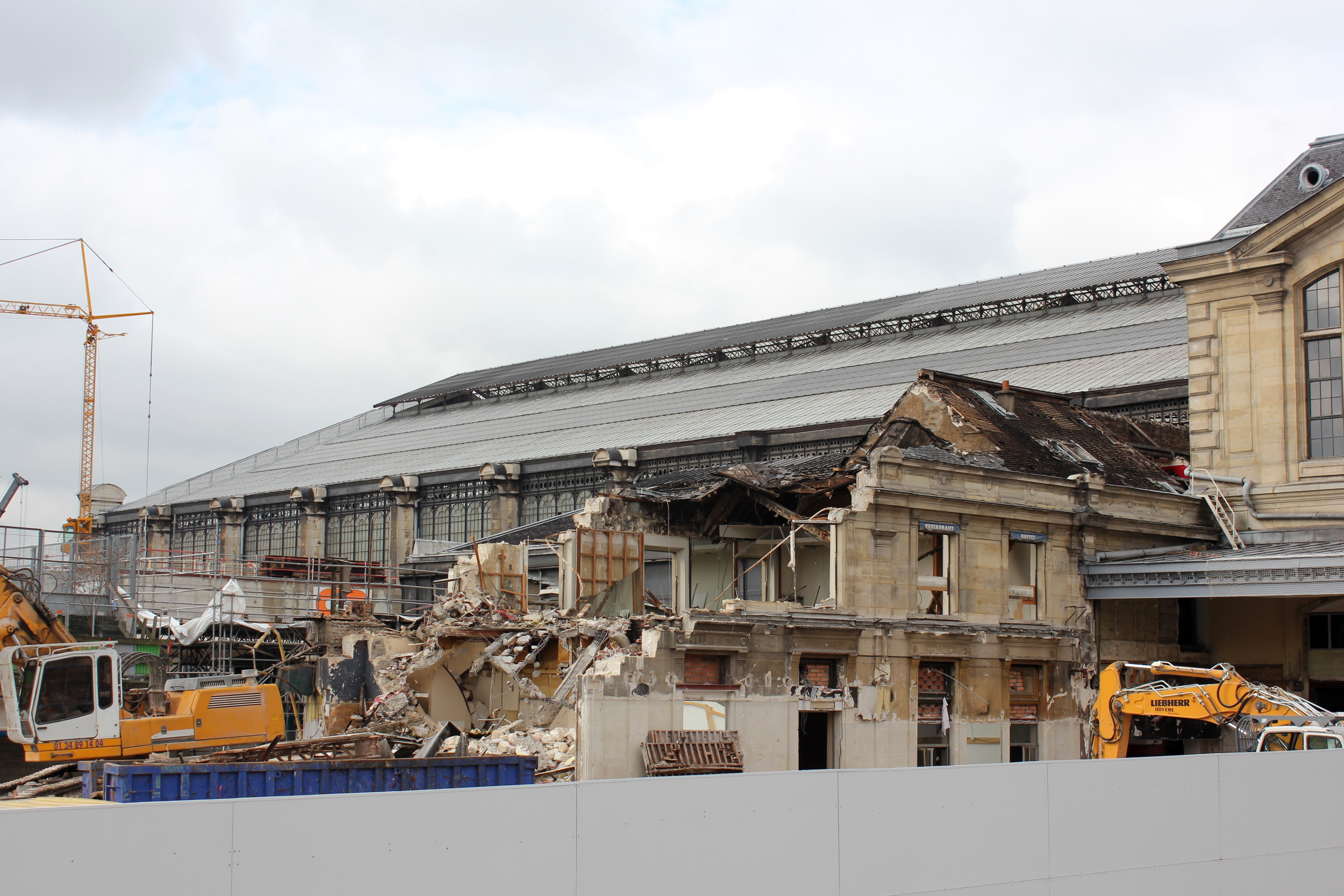
Démolition du buffet de la gare de Paris-Austerlitz.
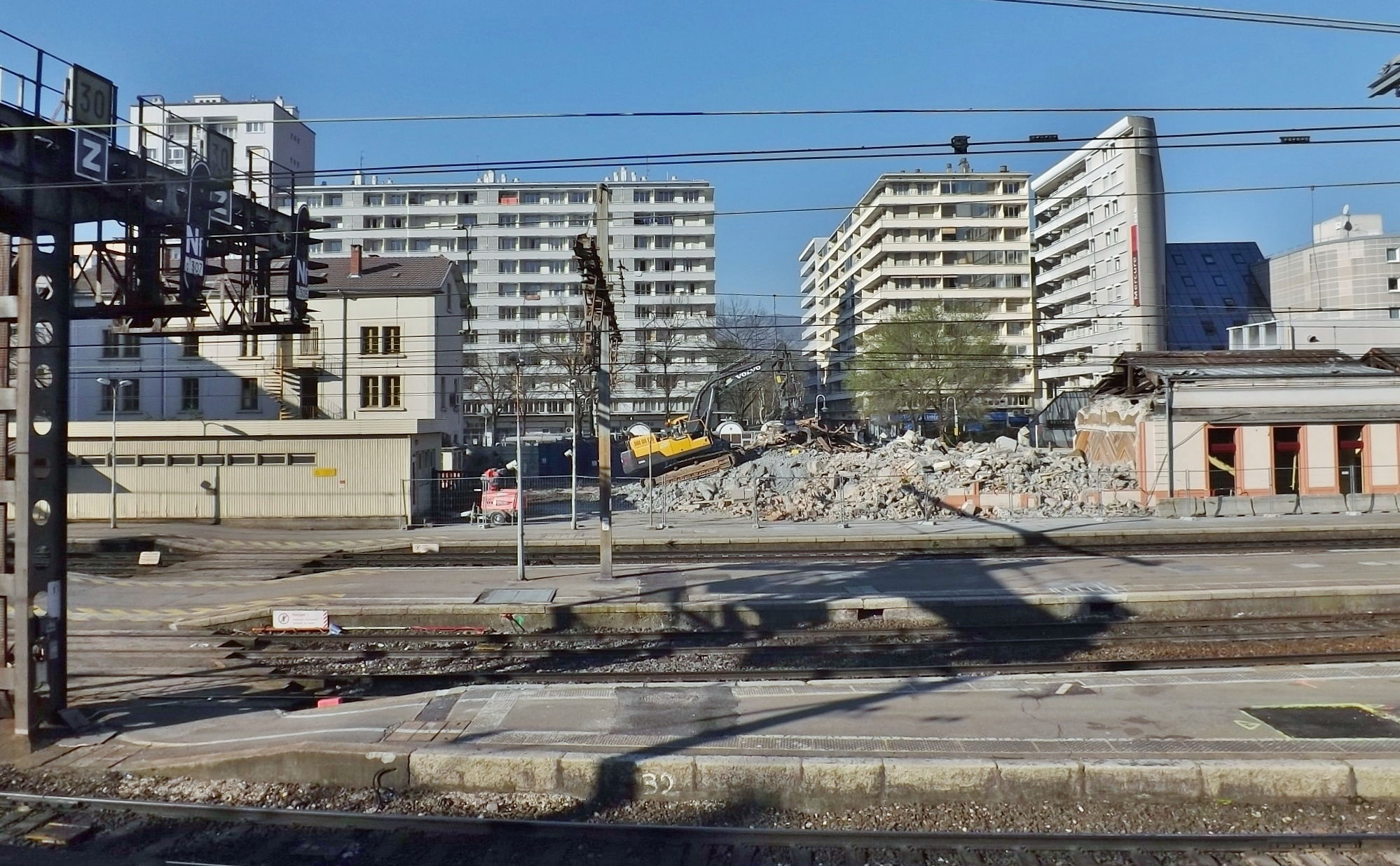
Démolition du buffet de la gare de Chambéry.

S’ils sont maintenant absents de beaucoup de gares, même les plus importantes, il en existe encore quelques-uns, à Bordeaux-Saint-Jean, à Brive, à Limoges, le restaurant Lazare accessible depuis la rue intérieure du centre commercial de la gare Saint-Lazare  etc.
Le Train bleu gare de Lyon est un buffet renommé par son cadre et par sa table.